# Enicospilus hookeri
Enicospilus hookeri är en stekelart som beskrevs av Henry Keith Townes, Jr. 1966. Enicospilus hookeri ingår i släktet Enicospilus och familjen brokparasitsteklar. Inga underarter finns listade i Catalogue of Life.